# Guy Joseph Bonnet
Pour les articles homonymes, voir Bonnet.
Guy-Joseph Bonnet (1773–1843), historien et officier de l'armée d'Haïti.

## Biographie
Guy-Joseph Bonnet fait une carrière militaire. 
Le 27 août 1798, (10 fructidor an VI), il devient aide de camp du général André Rigaud, commandant le département du Sud de Saint-Domingue, au Directoire exécutif et au Corps législatif.
Lors de la Révolution haïtienne, il est Adjudant-Général puis général de division commandant l'arrondissement des Gonaïves de l'armée de la République d'haïti.
Il est l'un des signataires de l'Acte de l'Indépendance de la République d'Haïti de 1804. 
À partir de 1809, il commence à rédiger ses mémoires dans un ouvrage qui s'intitule "Souvenirs historiques". Son fils Edmond Bonnet les publient à titre posthume.